# Praeteritum
A nyelvtanban a praeteritum latin terminus (spanyol pretérito, francia prétérit, angol preterit(e), német Präteritum, orosz претeрит preterit stb.) hagyományosan használt olyan nyelvek esetében, amelyek több szintetikus (egyszerű) múlt idejű igealakkal rendelkeznek. A terminusnak különböző értelmezései vannak különböző nyelvek grammatikáiban. A közös bennük az, hogy ezeknek az igealakoknak csak arra a funkciójára utal, hogy múltbeli cselekvést, történést, állapotot fejeznek ki, de arra nem, hogy egyben milyen igeszemléletet (aspektust) fejeznek ki. A régi indoeurópai nyelvek esetében a praeteritum az aoristos, a perfectum és az imperfectum (folyamatos múlt) alakok közös elnevezése, amelyeket az indoeurópai alapnyelvből örököltek. Például az ógörög nyelvben mindhárom megvolt. A terminust olykor modern indoeurópai nyelvek esetében is használják, azokra az aoristosból, a perfectumból vagy az imperfectumból származó igealakokra vonatkozóan, amelyekkel rendelkeznek.
Az olyan szláv nyelvek grammatikáiban, amelyekben fennmaradt az aoristos és a folyamatos múlt, mint a bolgár, a macedón vagy a közép-délszláv diarendszer nyelvei (BHMSz), olykor a preterit terminust közösen használják a kettőre.
A német nyelv grammatikájában szokásosan nevezik Präteritum-nak az egyszerű alakú elbeszélő múltat, amely olykor a befejezett igeszemléletet fejezi ki, máskor a folyamatosat. Például ich machte jelentése lehet csináltam (folyamatos) vagy ’megcsináltam’ (befejezett), és ellentétben áll funkciói szempontjából az összetett alakú Perfekt-tel és Plusquamperfekt-tel (régmúlttal).
Az angol nyelv esetében a preterit(e) szakszót olykor a past simple (másként simple past) ’egyszerű múlt’ alakra használják. Ez kifejezheti a folyamatos igeszemléletet állapotot jelentő igékkel (pl. I was younger then ’Akkoriban fiatalabb voltam’), de a befejezettet is, például történést jelentőkkel: The shop opened last week ’Az üzlet a múlt héten nyílt meg’. Ellentétben áll a non-preterite analitikus (összetett) múlt idejű alakokkal, pl. I spoke (past simple) vs. I was speaking (past continuous ’folyamatos múlt’), I have been speaking (present perfect continuous ’befejezett folyamatos jelen’) stb.
A francia nyelv grammatikájában elavult a prétérit elnevezés a latin perfectum leszármazottjára, az egyszerű múltra.
A spanyol grammatikában a különböző igemódokban a nagyszámú múlt idejű alakok többségének az elnevezése a pretérito szóval kezdődik: pretérito imperfecto ’folyamatos múlt’, pretérito perfecto simple ’egyszerű múlt’, pretérito perfecto compuesto ’összetett múlt’, pretérito pluscuamperfecto ’régmúlt’ stb.